# Bernard Laponche

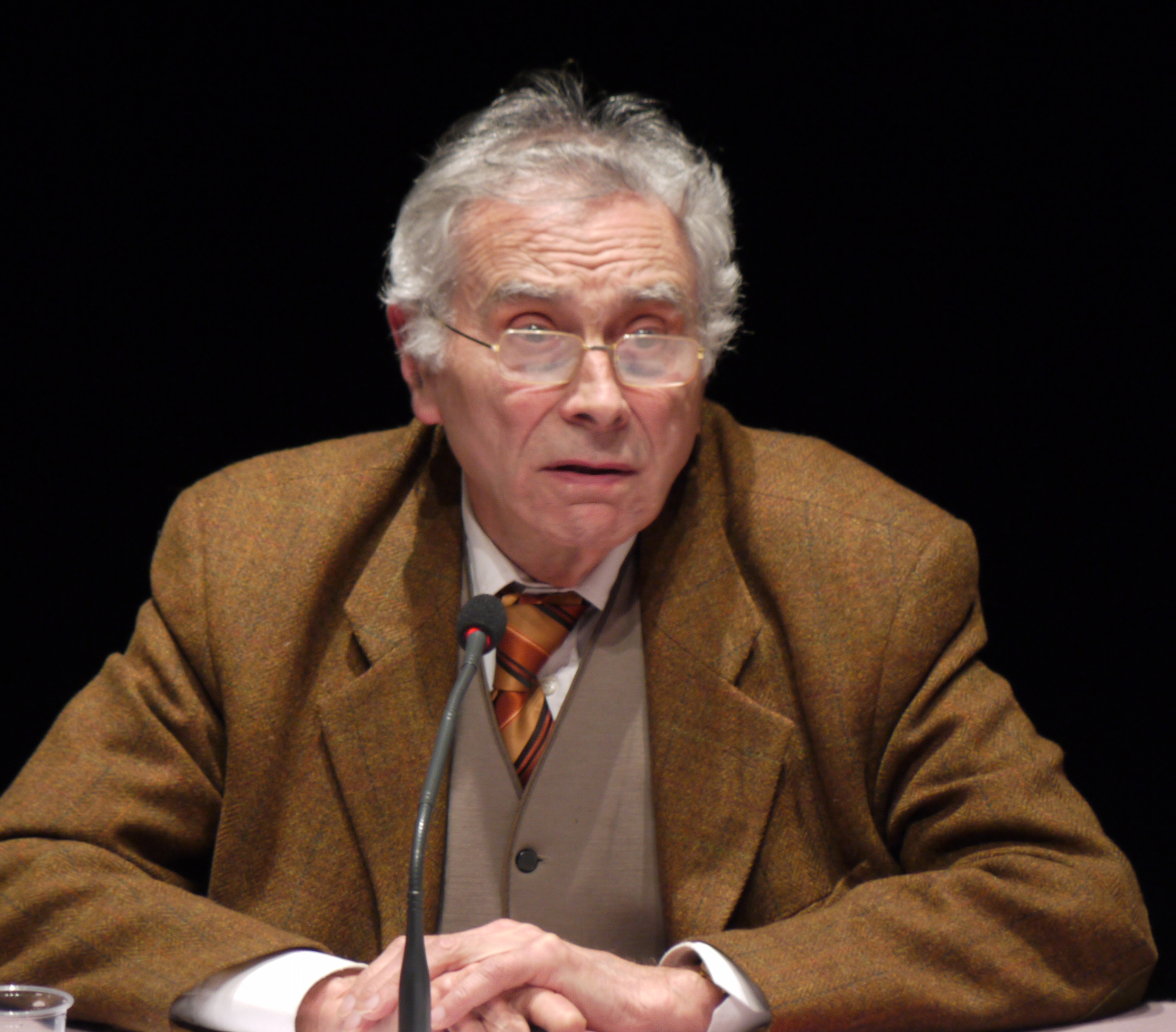
Bernard Laponche

Bernard Laponche (* 1938) ist ein französischer Physiker und Fachschulingenieur.
Laponche war als Ingenieur beim Kommissariat für Atomenergie an der Planung und Ausführung der ersten französischen Atomkraftwerke beteiligt. Später wandelte er sich zu einem Kritiker der Atomenergie. Er unterstützt die Forderung, die wahren Kosten der Atomenergie in die Rechnung für die Elektrizität aufzunehmen. Große Teile davon werden heute vom Steuerzahler getragen (Endlagerung des Atommülls, Risiken bei Unfällen) und sind damit nicht direkt sichtbar.

## Leben
Laponche wurde 1938 geboren. Während seiner Tätigkeit beim Kommissariat für Atomenergie vertrat er auch die Gewerkschaft CFDT bei dieser Institution. Danach wurde er Generaldirektor der Agence française pour la maîtrise de l’énergie (AFME). Zusammen mit Florence Rosenstiel gründete er das Büro für Studien des International Conseil Energie (ICE, Internationaler Energierat), dessen Direktor er von 1988 bis 1998 war. Zudem war er von 1998 bis 1999 technischer Berater für Dominique Voynet, ihrerseits Ministerin für Raumplanung und Umwelt (Ministre de l’aménagement du territoire et de l’environnement). Heute ist Laponche als Berater für die Energiepolitik tätig, insbesondere in Frankreich, Zentral- und Osteuropa sowie im Maghreb. Er ist zudem Autor verschiedener Werke zu Umwelt- und Energieproblemen.

## Werke (Auswahl)
- 2011: mit Benjamin Dessus: En finir avec le nucléaire – Pourquoi et comment? Éditions du Seuil, Paris. 174 S.
- 2004: Maîtriser la consommation d'énergie. Édition le Pommier. 127 S.
- 2002: Faire l'économie du nucléaire ? Un rapport récent relance le débat. Association Global Chance. 96 S.